# Сильф

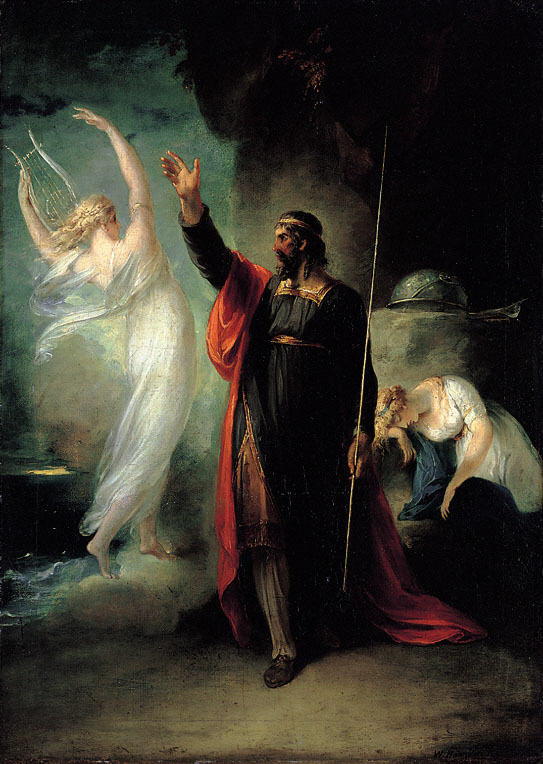
Сильф Ариэль

Сильфы — в средневековом фольклоре духи воздуха. Существо впервые описано алхимиком Парацельсом в качестве элементаля Воздуха.
Женских особей называют сильфидами и феями. Сильфида является героиней романтического балета «Сильфида» Филиппо Тальони.
Иногда сильфы отождествляются с эльфами. Сильфы, как и прочие духи природы, большею частью доброжелательно относятся к человеку и вредят ему, лишь когда он их раздражает.